# Ministero degli affari esteri (Giappone)
Il Ministero degli affari esteri (外務省?, Gaimu-shō, in inglese Ministry of Foreign Affairs, da cui l'acronimo MOFA) è il dicastero del governo giapponese che ha il compito di attuare la politica estera del Giappone e di rappresentare il Paese nel contesto internazionale.
La sede si trova nel quartiere Kasumigaseki a Chiyoda, Tokyo.
Dal 1º ottobre 2024 il ministro in carica è Takeshi Iwaya.